# キョートルフィン
キョートルフィン(英語: Kyotorphin,L-tyrosyl-L-arginine)とは脳内において痛みを抑制する神経伝達ジペプチドである。1979年に日本の科学者が初めてウシの脳から単離した。京都で発見されたこと、モルヒネ（モルフィン）様鎮痛作用を持つことからキョートルフィンと名付けられた。
鎮痛効果があるものの、オピオイド受容体に作用しない。その代わりに、オピオイド受容体に作用するメチオニン-エンケファリンの放出、分解阻害作用を示す。また神経伝達物質、神経修飾物質の性質を持つ。キョートルフィンはヒトの脳脊髄液中に存在し、持続性疼痛の患者の場合濃度が低い。